# Бендеберя, Фёдор Кузьмич
Фёдор Кузьмич Бендеберя (1917—1991) — Гвардии старший лейтенант Советской Армии, участник Польского похода РККА, советско-финской войны, Великой Отечественной войны, Герой Советского Союза (1945).

## Биография
Фёдор Бендеберя родился 25 декабря 1917 года в селе Кегичёвка (ныне — посёлок в Харьковской области Украины) в крестьянской семье. После окончания неполной средней школы работал в колхозе, затем проживал в городе Красный Лиман Донецкой области Украинской ССР, работал на различных предприятиях и железной дороге. В 1935 году вступил в ВЛКСМ. В 1938 году был призван на службу в Рабоче-крестьянскую Красную Армию. Проходил службу в должности радиста в одной из частей 24-й кавалерийской дивизии. Участвовал в польском походе РККА и советско-финской войне.
С начала Великой Отечественной войны на фронте. Участвовал в битве за Москву, был ранен под Клином. Участвовал в освобождении Украины, Белоруссии, Польши, Германии. В 1943 году вступил в ВКП(б). К июлю 1944 года гвардии лейтенант Фёдор Бендеберя командовал взводом противотанковых ружей 1-го стрелкового батальона 12-го гвардейского стрелкового полка 5-й гвардейской стрелковой дивизии 11-й гвардейской армии 3-го Белорусского фронта. Отличился во время форсирования Немана.
14 июля 1944 года взвод Бендебери, несмотря на вражеский огонь, форсировал Неман к северу от деревни Меречь (ныне — Мяркине Верейского района Литвы) и захватил плацдарм на его западном берегу, что позволило обеспечить переправу батальона. Взвод отражал многочисленные контратаки батальона пехоты противника, нанеся ему большие потери и захватив три орудия.
Указом Президиума Верховного Совета СССР от 24 марта 1945 года за «образцовое выполнение боевых заданий командования на фронте борьбы с немецко-фашистскими захватчиками и проявленные при этом мужество и героизм» гвардии лейтенант Фёдор Бендеберя был удостоен высокого звания Героя Советского Союза с вручением ордена Ленина и медали «Золотая Звезда» за номером 4206.
После окончания войны некоторое время продолжал служить в Советской Армии. В 1946 году в звании старшего лейтенанта Бендеберя был уволен в запас. Долгое время работал на предприятиях сахарной промышленности Украинской ССР. Впоследствии проживал в городе Бровары Киевской области, работал на заводе нестандартного коммунального оборудования. Умер 11 июня 1991 года.
Был также награждён орденами Отечественной войны 1-й и 2-й степеней, Красной Звезды, а также рядом медалей.

## Награды
- Герой Советского Союза (24.03.1945)[2]
- Орден Отечественной войны I степени[3][4]
- Орден Отечественной войны II степени[5](18 октября 1944[6])
- Орден Красной Звезды[7] (28 июня 1944[8],
- Медаль «В ознаменование 100-летия со дня рождения Владимира Ильича Ленина» (6 апреля 1970)
- Медаль «За победу над Германией в Великой Отечественной войне 1941—1945 гг.» (9 мая 1945[9])
- Юбилейная медаль «Двадцать лет Победы в Великой Отечественной войне 1941—1945 гг.» (7 мая 1965[10])
- Юбилейная медаль «Тридцать лет Победы в Великой Отечественной войне 1941—1945 гг.»[11]
- Медаль «Сорок лет Победы в Великой Отечественной войне 1941-1945 гг.»[12]
- Юбилейная медаль «50 лет Победы в Великой Отечественной войне 1941—1945 гг.»[13]
- Медаль «За взятие Кёнигсберга»[14] (9 июня 1945[15])
- Медаль «Ветеран Вооружённых Сил СССР»
- Медаль «30 лет Советской Армии и Флота».[16]
- Юбилейная медаль «40 лет Вооружённых Сил СССР»[17]
- Юбилейная медаль «50 лет Вооружённых Сил СССР» (26 декабря 1967[18])